# Oussema Boughanmi
Ne pas confondre avec le footballeur tunisien Oussama Boughanmi

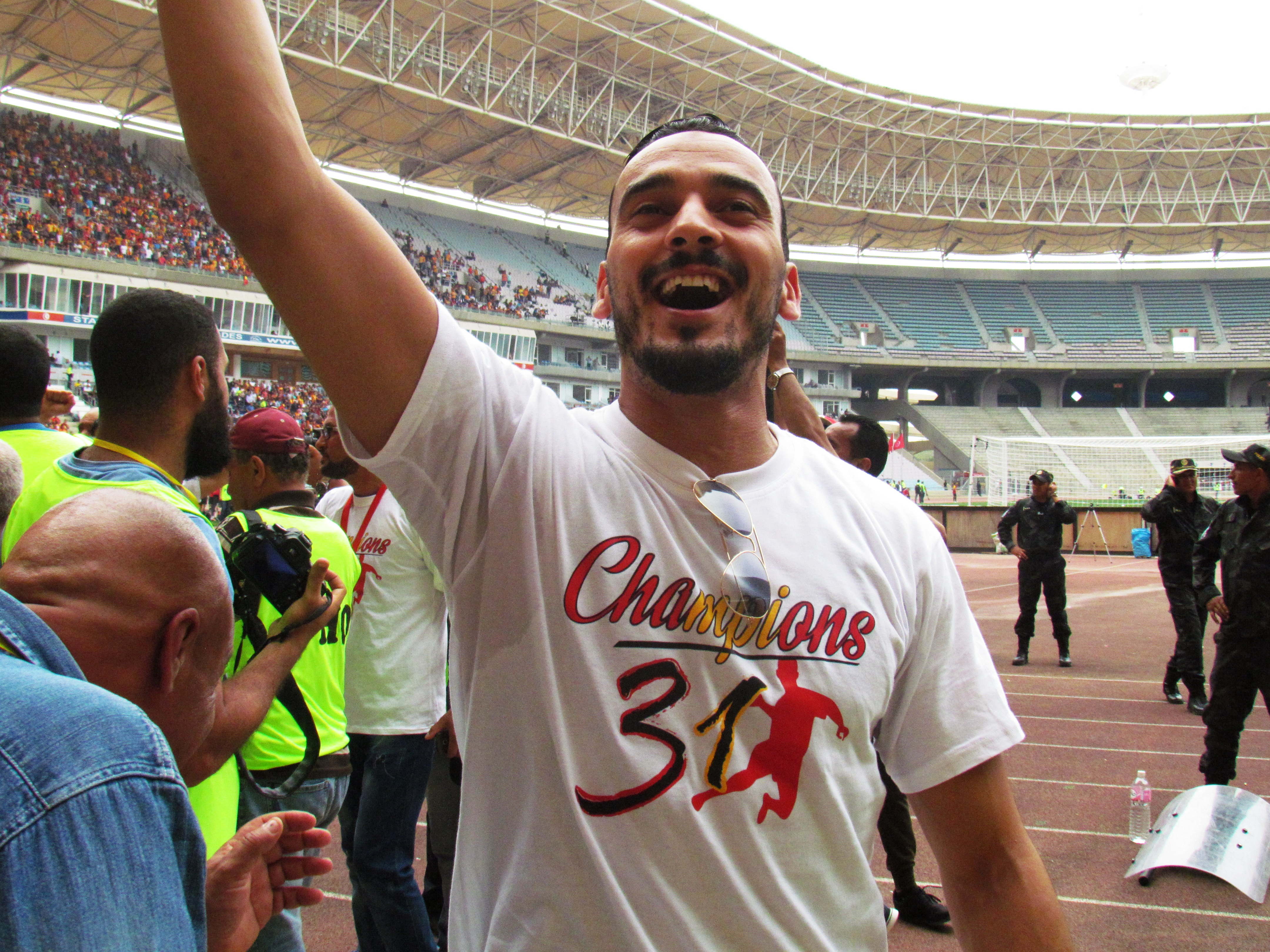
Oussema Boughanmi fêtant le 31e titre de champion de Tunisie avec les supporters de l'Espérance sportive de Tunis, au stade olympique de Radès le 18 mai 2017.

Oussema Boughanmi, né le 5 février 1990, est un handballeur tunisien jouant au poste d'ailier gauche.
En 2011, il termine avec la Tunisie à la troisième place du championnat du monde junior, où il est élu meilleur ailier gauche de la compétition. Il prend part aux Jeux olympiques d'été de 2012 où l'équipe nationale atteint les quarts de finale.

## Palmarès

### Clubs
- Vainqueur de la coupe de Tunisie : 2011, 2018, 2021
- Vainqueur du championnat arabe des clubs champions : 2012, 2022
- Vainqueur du championnat de Tunisie : 2016, 2017, 2019, 2020, 2021
- Vainqueur de la coupe arabe des clubs champions : 2018, 2021
- Vainqueur de la Supercoupe arabe : 2019
- Vainqueur de la Supercoupe d'Afrique : 2016, 2019

### Équipe nationale
Jeux olympiques
- Quart de finaliste aux Jeux olympiques de 2012 ( Royaume-Uni)
- 1er tour aux Jeux olympiques de 2016 ( Brésil)

Championnats du monde
- 11e au championnat du monde 2013 ( Espagne)
- 15e au championnat du monde 2015 ( Qatar)
- 19e au championnat du monde 2017 ( France)
- 12e au championnat du monde 2019 ( Danemark)

Championnats d'Afrique
- Médaille d'or au championnat d'Afrique 2012 ( Maroc)
- Médaille d'argent au championnat d'Afrique 2014 ( Algérie)
- Médaille d'argent au championnat d'Afrique 2016 ( Égypte)

Autres
- 4e au championnat du monde cadet 2009 (Tunisie)
- Médaillé de bronze au championnat du monde junior 2011 ( Grèce)
- Médaillé de bronze aux Jeux panarabes de 2011 ( Qatar)

### Distinctions personnelles
- Meilleur ailier gauche du championnat du monde jeunes en 2009[3]
- Meilleur ailier gauche du championnat du monde junior 2011[2]